# 回転速度
回転速度（かいてんそくど、英: rotational speed）は、回転数（かいてんすう、rotational frequency）ともいい、単位時間当たりに物体が回転する速さ（回数）のことである。

## 量および計量単位の位置づけ
回転速度は組立単位の一つであるが、国際単位系(SI)と計量法とでは位置づけが異なる。

### 国際単位系
回転速度とその計量単位は、国際単位系国際文書では例示も含めて、言及されていないが、その組立単位の考え方から、計量単位は、毎秒(s−1)である。SI併用単位を使った、毎分、毎時も非SI単位であるが用いることができる。

### 計量法
計量法では、「回転速度」は72個の物象の状態の量の一つとなっている。そして、その計量単位は、毎秒(s−1)、毎分(min−1)、毎時(h−1)（以上は計量法別表第1）、回毎分、回毎時（以上は計量法別表第3）が定められている。ただしこれらの5つの単位にはSI接頭語を付することができない（SI接頭語#法定計量単位のうちSI接頭語を付けることができない単位）。
回転速度の次の2つの単位については2種類の単位記号が計量法で規定されている（計量単位規則 別表第二）。
- 回毎分：r/min 又はrpm
- 回毎時：r/h 又は rph

## 角速度との関係
回転速度に 2π ラジアンをかけると、角速度の大きさになる。回転速度を n [s−1]、角速度の大きさを ω [rad/s] とすれば、回転速度と角速度の関係は以下のように表すことができる。
{\displaystyle \omega =2\pi n}
例えば、物体が 1 秒間に 360° の割合で回転するならば、その回転速度は 1 s−1 つまり 60 rpm であり、角速度の大きさは 2π rad/s となる。

## その他
- 機械の軸などの回転速度を計測する機器を回転計といい、タコメーターと回数計がある。

- 回転速度は一見、周波数（振動数）に似ており単位の次元も同じであるが、別の量である。